# Уорнер, Уильям Ллойд
Уильям Ллойд Уорнер (англ. William Lloyd Warner, 26 октября 1898, Редлендс, Калифорния — 23 мая 1970, Чикаго) — американский антрополог, социолог, социальный психолог. Известен применением антропологических подходов к исследованию современного американского общества и культуры.
Работы Уорнера оказали влияние на исследования социальной структуры, политической культуры, расовых отношений, социальной активности и гражданского общества, роли сакрального в коллективной жизни и её повседневных ритуалах (И. Гофман, Н. Смелзер, С. Верба, Р. Патнэм, Т. Скочпол, Грант Мак-Кракен и др.). Книги Уорнера переведены на немецкий и итальянский языки.

## Биография
Уильям Ллойд Уорнер родился 26 октября 1898 года в семье Уильяма Тейлора и Клары Картер. Окончил школу в Сан-Бернардино, в 1917 году пехотинцем участвовал в Первой мировой войне. В 1918 году был освобождён от службы вследствие болезни. Некоторое время учился в университете Южной Калифорнии, затем переехал в Беркли, где поступил в Калифорнийский университет. В этот период отмечается большое влияние антропологической традиции на исследовательские интересы Уорнера, среди его преподавателей были Р.Лоуи и А. Крёбер, в университет приезжали с лекциями Б. Малиновский и А. Радклифф-Браун. В 1926 году Уорнер получил степень бакалавра в области антропологии.
По рекомендации Б.Малиновского вёл под руководством А. Радклифф-Брауна полевую исследовательскую работу в Фонде Рокфеллера и Австралийском национальном совете научных исследований, изучал жизнь австралийских аборигенов на полуострове Арнем-Ленд. В это время он знакомится с работами Э.Дюркгейма и М. Мосса. Материал, собранный за три года исследования на севере Австралии, отражён в книге «A Black Civilization: A Social Study of an Australian Tribe» (1937). Предполагалось, что это станет основой докторской диссертации (степень магистра Уорнер получил во время поездки в Кембридж в 1954—1955 гг.) После проведённой работы окончательно сложился формально-структурный подход, который Уорнер планировал применить для сравнения сообществ и изучения западного общества: «Когда я приехал в Австралию, я рассказал моим друзьям, профессору Роберту X. Лоуи и профессору Альфреду Радклифф-Брауну, что основная цель моих исследований примитивного человека — в том, чтобы лучше познать человека современного, и что в один прекрасный день я намерен изучить (как именно это сделать, я тогда ещё не знал) социальную жизнь современного человека с надеждой поместить в конечном счете эти исследования в более широкую рамку сравнения, которая бы включила и другие общества мира».
Возвратившись в Америку в 1929 году, начинает преподавать в Гарвардском университете. В этот период сотрудничал в проектах Элтона Мейо по социологическому и социально-психологическому изучению отношений на производстве (Хоторнский эксперимент). В 1930-х годах приступает к масштабному исследовательскому проекту по изучению американского общества, проводит ряд исследований в американских городах. На основании этого Уорнер и его коллеги выбирают один город в Новой Англии, изучению сообщества которого и посвящают многолетний проект Янки-сити, материалы которого легли в основу ряда его книг 1940-х — 1950-х годов. В 1935—1959 годах Уорнер — профессор социологии и антропологии Чикагского университета. В 1946 году Уорнер совместно с Б.Гарднером открывает фирму «Social Research Co» и приступает к исследованию личности лидеров больших корпораций. С 1959 до кончины работал в Мичиганском университете. Уильям Уорнер умер в Чикаго 23 мая 1970 года.
В 1941 году публикуется первая книга из серии Янки-сити. Пять томов содержат описание основных групп, составляющих сообщество Янки-сити, анализ классовой структуры, социальной мобильности, а также символической жизни сообщества: «Социальная жизнь современного сообщества», «Статусная система современного сообщества», «Социальные системы американских этнических групп», «Социальная система современного предприятия. Забастовка: социальный анализ», «Живые и мертвые». Уорнер не упоминает точного названия города, который является местом действия во всех пяти книгах, однако объём представленной информации (например, о географическом расположении города или исторических событиях, участниками которых были первые поселенцы) не позволяет скрыть название места, ставшего прототипом Янки-сити. Ньюберипорт в Массачусетсе был выбран для исследования как достаточно небольшое сообщество, которое возможно было изучить при имеющихся у Уорнера и его коллег ресурсах. В том числе на основании наблюдаемых в этом городе процессов Уорнер собирался сделать выводы об американском обществе в целом.
Наряду с исследованием общин изучал профсоюзное лидерство и правительственную администрацию, работал над проблемами социологии религии, этнических и расовых отношений, статусной структуры и социального неравенства, ритуалов повседневной жизни. Уделял особое, редкое для социологов того времени внимание роли символов в организации социальной и политической реальности современных обществ. В книге «Живые и мертвые» (1959), развивая идеи Дюркгейма, Радклифф-Брауна, Малиновского, Фрейда, обстоятельно описал и проанализировал секулярные и сакральные символы, структурирующие и поддерживающие жизнь американского общества, его слоёв и групп (структура пространства-времени, представления о прошлом и о политике, популярные герои, свадебные обряды, фигуры матери, отца, ребёнка, ритуалы погребения и культ мёртвых).
Б. Малиновского и А. Радклиффа-Брауна упоминают как главные фигуры, оказавшие влияние на формирование исследовательского метода, применявшегося при изучении Янки-сити. Идея Малиновского о связи между биологическими и культурными аспектами развития сообщества стала частью теории Уорнера, останавливающей особое внимание на процессе рассмотрения видовой системы. Уорнер заимствовал определения некоторых понятий, например, «ритуал», «санкции», «статус» у Радклиффа-Брауна, как и идею о соотнесении социальной структуры и системы взаимодействий.

## Исследование Янки-сити

### Классовая структура общества
Одним из результатов исследования стал вклад Уорнера в понимание формирования классовой структуры общества на примере Янки-сити. Первоначально Уорнер и его коллеги искали подтверждение гипотезы о связи между экономической структурой и ценностями сообщества, что выражалось в определении социального статуса индивида через некоторые экономические характеристики. Однако первые интервью показали, что профессия и доход человека не являются главными в определении позиции, которую он будет занимать. Уорнер и его коллеги провели интервью с большинством жителей Янки-сити (население которого составляло примерно 17 тысяч человек), определяя положение каждого индивида на основании его оценки относительно других в иерархии. Оказалось, что недостаточно иметь хорошо оплачиваемую работу, чтобы принадлежать к высшему классу. В то же время часто наблюдалась ситуация, когда индивиды, имеющие одинаковый профессиональный статус, были отнесены к разным социальным группам (конечно, нельзя сказать, что здесь наблюдалось большое расхождение: например, банкиров и глав корпораций не относили к низшему классу). Однако это показывало, что позиция индивида определялась несколькими характеристиками, и большой доход не обеспечивал позицию на вершине социальной пирамиды. В результате Уорнер определил социальный класс как «два или более слоя людей, в существование которых верят члены данного сообщества». В интервью жители Янки-сити довольно легко определяли статус какого-либо человека, если были известны следующие характеристики: образование, доход, принадлежность к определённой семье, общества или ассоциации, членом которых является этот человек, манеры и поведение. Если же какой-либо из этой информации не удавалось получить, статус индивида определялся на основании позиции, занимаемой в иерархии его родственниками или группой людей, с которой он общался (или общества и ассоциации, членом которых он являлся). Однако помимо принадлежности к определённой семье высокую позицию индивиду обеспечивало умение «вести себя правильно или должным образом». Таким образом, социально одобряемое поведение становилось показателем принадлежности к «избранной» группе, по мнению жителей города.
После проведённых интервью исследовали отметили, что названия определённых улиц и районов Янки-сити использовались жителями города как указания на определённую группу в социальной структуре сообщества. Социальная дистанция поддерживалась также и за счёт определённого географического расположения: члены одного класса проживали поблизости, образуя замкнутые (в случае высшего класса) группы. Уорнер выделяет шесть классов: высший-высший, высший-низший, высший- средний, низший-средний и высший-низший и низший-низший класс. Высшую позицию в социальной иерархии занимали «хилл-стритовцы»: небольшая группа «старых» семей, обладающих родословной, которую они могли проследить до первых жителей Янки-сити, а также наследством, что позволяло вести «правильный» образ жизни. Важным показателем «правильной» родословной было наличие равных браков внутри высшего класса. Конечно, в пределах данного сообщества Янки-сити вертикальная мобильность возможна, исследователи наблюдали несколько случаев повышения статуса индивида. Однако, хотя браки между людьми из разных классов не запрещены, они не являются одобряемым в сообществе поведением. Таким образом, одним из механизмов поддержания границ своей группы для высшего класса является заключение равных браков между членами одной группы. Так как браки между двоюродными братьями и сёстрами не запрещены, все члены этой группы связаны друг с другом дальними родственными отношениями. Низший-высший класс образуют «новые семьи», недавно переехавшие в Янки-сити или недавно вошедшие в эту группу в результате повышения статуса (также соответствующие другим выделенным для высшего класса характеристикам). К низшему классу относят жителей «ривербрука», чьё поведение описывалось как безнравственное только на основании приписываемого им статуса. Промежуточную позицию между «хилл-стритовцами» и «ривербруковцами» занимали члены среднего класса — «сайд-стритовцы», которые также подразделялись на высший-средний («хоумвиллы») и низший-средний классы.

### Символическая жизнь общества

#### Создание знаковых систем
Пятая книга из серии «Живые и мертвые» посвящена рассмотрению символической жизни американского общества. В книге подробно разбираются функции светских и сакральных символов. Уорнер модифицирует и использует теории Фрейда, Мида и Дюркгейма, чтобы сконструировать метод изучения символической жизни. Символ образуется путём объединения знака — внешняя форма (лейбл) и значения, к которому этот знак отсылает, предлагая определённую интерпретацию. Уорнер предлагает разделять вещи на объекты и знаки. Знак выражает нечто, чего нет изначально в самом природном объекте. Природные объекты становятся знаками в момент интерпретации и наделения их значением. Интерпретация происходит при внесении знака в более широкую систему значений. Несмотря на то, что у каждого индивида есть свой собственный набор значений, являющийся результатом индивидуального опыта, определённое количество знаков, используемых членами одного общества, обладает общепризнанным значением, которое подтверждается в момент коммуникации. Новые объекты и знаки интерпретируются в зависимости от конкретного контекста. В момент коммуникации вещи трансформируются в знаки, используемые участниками взаимодействия. Значения, приписываемые символам разными обществами, могут отличаться друг от друга в зависимости от их культур. В то же время Уорнер отмечает, что свойственное всем обществам видовое поведение (принадлежность к одному биологическому виду) будет обладать некоторым унифицирующим воздействием на формирование символической системы. Здесь в качестве примера Уорнер приводит символическую сторону сновидения, которая в основном формируется в рамках опыта, переживаемого видовой группой, влияние культуры общества на производство значений во сне уменьшается.
Знаки и объекты разделяются на два подвида. Знаки чистый (отсылает к какому-либо значению) и опосредующий (также является референцией к чему-то внешнему по отношению к знаку, но при этом также выражает этот знак); чистый (отсылает к себе, нет дополнительного значения) и опосредующий (появляются дополнительные значения помимо физических качеств) объект. Научная деятельность предполагает применение в основном чистых знаков и объектов, тогда как в ситуации обычного взаимодействия могут использоваться все четыре типа. К ним могут быть прибавлены другие знаки в зависимости от ситуации интерпретации. Например, если помимо контекста действия в анализ включается символическая система сообщества. Уорнер различает интенсивность воздействия значения, к которому отсылает знак, в зависимости от контекста и уровня осознания. Знаки также разделяются на публичные и скрытые. Первые обретают публично установленные значения в момент взаимодействия членов общества, вторые обретают интерпретацию только внутри системы значений индивида, который их использует (например, во сне или в коммуникации с самим собой). Уорнер также классифицирует значения на референциальные (отсылают к определённым объектам), эвокативные или экспрессивные (вызывают какие-либо чувства). Выделяется также ещё один тип, объединяющий в себе две выше представленные характеристики.

#### Значение процесса коммуникации и контекста
Коммуникация между людьми подтверждает конвенциональный статус символов, так как должно совершиться публичное отправление и получение знака, наделяемого единым значением всеми участниками. В контексте действия каждый индивид интерпретирует и наделяет значением собственные действия, действия других людей и вещи. Коммуникация — двусторонний процесс. Таким образом, люди обмениваются символами в момент коммуникации: отправитель использует какой-либо знак с определённым для себя значением, получатель должен распознать и внести этот знак в собственный контекст. Коммуникация не всегда завершается успешно, если отсылаемые и принимаемые знаки наделяются разным значением. Возможно расхождение в интерпретации одного и того же знака, в результате чего отправитель и получатель подразумевают и указывают на разные вещи. Коммуникация также может быть опосредованной и односторонней. Уорнер приводит пример картины, которая привлекла внимание наблюдателя. Художник — отправитель определённого символического сообщения, вложил в картину известный только ему смысл. В то же время это сообщение передаётся наблюдателю не в момент его создания, как при двусторонней коммуникации, поэтому контексты действия для отправителя и получателя могут сильно различаться. Ситуация обмена значениями также отсутствует и при рассмотрении сновидения, где знаки с общепризнанным публично значением могут получать новую интерпретацию внутри системы символов конкретного индивида. Символические системы, образуемые комбинацией нескольких символов, функционируют успешно, если приписываемые знакам значения разделяются всеми членами общества. Части символических систем могут комбинироваться и образовывать отдельные подсистемы. В качестве примеров конвенциональных символических систем упоминаются, к примеру, формы массовой культуры, этикет или игры.
Уорнер отмечает, что каждый индивид (на основе своего опыта, а также переживаний, вызываемых определёнными событиями его жизни) производит собственную систему символов, в рамках которой он интерпретирует происходящие события. В момент взаимодействия с другими людьми происходит обучение индивида существующей в обществе системе интерпретации объектов и знаков. Для создания конвенциональных символических систем необходимо существование некоторых общих оснований, которые придадут интегративный характер системе. Уорнер пишет о школе как одной из организаций, обучающих интерпретации базового набора символов. Письменные знаки также вносят вклад в процесс передачи значений через поколения. Массовой культуре отводится особая роль в рассуждениях Уорнера как деятельности, в которой происходит объединение членов общества и их персональных знаковых систем. Также Уорнер говорит о том, что знаки нужно интерпретировать не только в пределах определённого контекста, но также и задействуя информацию о сообществе, которое использует символы. Старые символы могут изменять значение или же отсылать к прошлым действиям. Тогда для верной интерпретации значения какого-либо действия, происходящего в данный момент времени, наблюдателям нужно будет обратиться к прошлому, где и стоит искать объяснение. Однако это не значит, что символы существуют в отдельном мире в неизменяемом состоянии на протяжении длительного периода времени, откуда люди извлекают их, как из хранилища, по мере необходимости. Знак может быть наделён значением в прошлом, однако его полная интерпретация происходит в настоящем с учётом контекста, так как смысловая нагрузка объектов и знаков меняется. Преобразования могут возникать, к примеру, в результате технологических инноваций и, как следствие, изменения отношений общества и природного мира.

#### Типы контекста и нерациональные символы
Уорнер пишет о нескольких типах контекста, в пределах которого можно говорить о значении символа: техническом, моральном и сверхъестественном. Первый предполагает использование индивидом рационального знания при соприкосновении с внешним миром. Значение знаков здесь считываются просто; все усилия индивидов направлены на достижение определённого результата через последовательность действий. В рамках морального контекста люди учатся коммуникации друг с другом. Составными элементами этого типа контекста являются права и обязанности индивидов; также необходимо учитывать статусы и роли участников коммуникации. Сверхъестественный контекст подразумевает общение человека с миром сакрального. Попытки объяснить или проанализировать природу сакральных символов, по мнению Уорнера, вызывают многочисленные трудности, так как они связаны с чувствами и отсылают нас к опыту человека как биологического вида. Три типа контекста функционируют как адаптивные подсистемы общества, обеспечивающие индивидам возможность приспособиться к природной среде и осуществлять регуляцию взаимодействий внутри общества. Сакральные символы, являющиеся частью сверхъестественного контекста, представляют собой часть контролирующего механизма, позволяющего справляться с испытываемыми тревогами и страхами, связанными с выживанием биологического вида.
При анализе символических систем Уорнер предлагает обратить отдельное внимание на разные видовые группы, тем самым связывая культурные символы и знаки, которые производят люди в силу их принадлежности к определённому биологическому виду. Поэтому внимание в работе Уорнера также уделяется и видовому поведению, которое опосредует создание определённых знаков и их значений, например, тех, которые Уорнер называет нелогическими экспрессивными символами. Индивидуально переживаемый каждым организмом и биологическим видом опыт может находить выражение в производстве значений, которые не свойственны рациональным индивидам. Уорнер упоминает сновидения, галлюцинации, сверхъестественные символы, также акты творческого самовыражения как примеры случаев, когда попытки интерпретации значения приведут нас к событиям, происходящим на уровне биологического вида. Нерациональные символы функционируют в качестве механизмов, вызывающих чувства и эмоции индивидов, что дополняет обычный обмен знаками. Искусство и религия представляют богатый материал для анализа символов, в которых проявляется опыт жизни вида.

#### История политической борьбы Бигги Малдуна
Через описание некоторых событий из истории Янки-сити, Уорнер стремится отразить символическую сторону повседневной жизни американского общества. Один из представленных Уорнером эпизодов касается политической борьбы Бигги Малдуна. Этот случай показывает, как умелое манипулирование символами позволило Бигги стать символическим героем в глазах сообщества и занять пост мэра города, несмотря на его происхождение. Уорнер пишет, что здесь мы наблюдаем ситуацию, когда конкретная личность приобретает в представлении жителей города некоторые героические черты, а все его действия выражают в символической форме ценности сообщества, что и объясняет его успех. Бигги Малдун не имел конкретной политической программы, его положение в социальной структуре сообщества на момент начала политической кампании не соответствовало обычным требованиям, предъявляемым к кандидатам на пост мэра в этом консервативном городе. Однако ряд его действий обеспечил ему не только поддержку определённого социального класса своего города, но и привлёк внимание всей страны к его личности. Первое столкновение Бигги с властями города произошло из-за отказа городского совета дать разрешение на снос дома и постройку бензоколонки. С этого момента Бигги начинает свою борьбу против мэра города, городского совета, полиции, высшего класса — всех тех людей, которые в его сознании ассоциировались с богатыми и власть имущими. Символическая сторона его действий являлась отражением противоречий, существовавших между классами в социальной структуре Янки-сити. Его дом и садовый участок стали местом действия для разыгрываемого Бигги спектакля. В начале он украсил стены своего дома цирковыми афишами, затем на участке вокруг дома появились муляжи надгробных памятников с именами мэра города и членов городского совета. В завершении этого представления Бигги вывесил из окон ночные горшки с вывеской «дух Янки-сити». Таким образом, его особняк, стоящий в ряду других домов на хилл-стрит, а также ночные горшки — символы образа жизни высшего класса, отсылающие к определённому социальному статусу, теряют приписываемую им ценность, а его обладатели становятся объектами для насмешек со стороны низшего класса. Бигги выступает как защитник интересов низшего класса против ограничений, накладываемых политикой мэра города и городского совета, выступающими здесь как представители высшего класса. При помощи освещения этого события в газетах Бигги становится публичным символом борьбы за справедливость. Так происходит трансформация противостояния на хилл-стрит (в основе которого изначально лежал коммерческий интерес) и образа Бигги, в результате чего он выступает как защитник угнетённых. Эта история получает такую известность, а Бигги внимание со стороны жителей других городов, так как его карьера является примером восходящей социальной мобильности. Каждый имеет возможность и право (на чем настаивает Бигги в своих выступлениях) добиться, чего угодно, несмотря на его происхождение. Уорнер сравнивает путь, пройденный Бигги и историю вертикальной мобильности А. Линкольна. Со временем в газетах Бигги всё чаще представал в образе человека, отрицающего нормы сообщества и отказывающегося подчиняться правилам и встраиваться в существующую структуру. Часть его сторонников разочаровались в нём, что не обеспечило ему нужного количества голосов на последующих выборах. Уорнер пишет, что характер Бигги и его личность не изменились с течением времени, однако символы, приписываемые его действиям, получили другую интерпретацию со стороны жителей города.

#### Символическая система ритуальных действий
Ещё одна часть пятой книги («Живые и мертвые») из серии Янки-сити посвящена рассмотрению символической системы, которая лежит в основе ритуальных действий, связанных с празднованием юбилея города. В представлении, организованном по случаю празднования трёхсотлетней годовщины, в символической форме репрезентируется представление сообщества о групповой идентичности. Определённым событиям истории города было уделено особое внимание, какие-то персонажи наоборот были исключены из представления. В результате исправленная и приведённая в должный вид история города была представлена, как её хотели бы видеть жители Янки-сити. Уорнера интересовало не только само разыгрываемое представление, но и подготовка к нему, так как в этот момент происходил процесс легитимации символов, при помощи которых затем происходила репрезентация сообщества. Какие именно люди были вовлечены в основное планирование события, какие сюжеты из истории должны были присутствовать и в каких эпизодах — всё это составляло важную часть анализа конструирования идеологии праздника.
В то время как ритуальную функцию интеграции сообщества живых людей Янки-сити выполняет описанное Уорнером празднование юбилея, ритуал празднования Дня памяти павших направлен на объединение живых и мёртвых членов сообщества. Кладбище, являясь местом действия подобного события, представляет собой собрание знаков, которые люди наделяют специальными значениями. Таким образом, кладбище позволяет соединиться сакральному миру мёртвых и профанному миру живых, которые при помощи различных церемоний сохраняют связь со своими умершими родственниками и включают их в сообщество. Уорнер показывается, как мир мёртвых связан с миром живых и как в организации первого проявляются изменения в социальной структуре сообщества Янки-сити. Например, планировка кладбища и расположение могил на отдельном участке отражает позицию индивида в семье и сообществе, а также отношение к нему живых членов группы. Нередкими случаями являются перезахоронения в результате изменения вероисповедания или вертикальной мобильности живых членов семьи. В том числе статусные различия можно увидеть через изучение ритуалов погребения.

## Монографии
- A Black Civilization: A Social Study of an Australian Tribe (1937, переизд. 1948, 1964)
- The Social Life of a Modern Community (1941)
- Color and Human Nature: Negro Personality Development in a Northern City (1941)
- The Status System of a Modern Community (1942)
- Who Shall Be Educated? The Challenge of Unequal Opportunities (1944)
- The Social Systems of American Ethnic Groups (1945)
- The Social System of a Modern Factory. The Strike: A Social Analysis. (1947)
- Ежедневный радиосериал: символический анализ/ The Radio Day Time Serial: A Symbolic Analysis (1948)
- Social Class in America (1949, 2-е изд. 1960)
- Democracy in Jonesville: A Study of Quality and Inequality (1952)
- Structure of American Life (1952)
- American Life: Dream and Reality (1953)
- What You Should Know About Social Class (1953, в соавторстве с женой Милдред Холл)
- Occupational Mobility in American Business and Industry, 1928—1952 (1955)
- Big Business Leaders in America (1955, 2-е изд. 1963)
- The Living and the Dead: A Study in the Symbolic Life of Americans (1959, 2-е изд. 1965, 3-е изд. 1975)
- Божья семья: исследование символов в жизни американских христиан/ The Family of God: A Symbolic Study of Christian Life in America (1961)
- The Corporation in the Emergent American Society (1962)
- The American Federal Executive: A Study of the Social and Personal Characteristics of the Civil Service (1963)
- The Emergent American Society (1967)

## Публикации на русском языке
- Warner W. L. Социальный класс и социальная структура //Рубеж (альманах социальных исследований) 1997. № 10-11 С. 42-57
- Уорнер У. Живые и мертвые / пер. с англ. Николаев В. Г. Москва — Санкт-Петербург: Университетская книга, 2000 (Культурология. XX век). С.671

## Интересные факты
Уильям Уорнер (как Малькольм Брайант) и его работа в Ньюберипорте стали предметом сатирического изображения в романе американского писателя Джона Ф. Маркенда «Точка невозврата» (англ. Point of No Return, 1947); родители Маркенда были из Ньюберипорта, он сам рос и окончил школу в этом городке.